# Mauritshuis
Mauritshuis, Koninklijk Kabinet van Schilderijen (pol. Dom Maurycego, Królewska Galeria Malarstwa) – holenderskie muzeum narodowe znajdujące się w Hadze, mieszczące się przy Korte Vijverberg 8, w pałacu z lat 1633–1644 zbudowanym w stylu niderlandzkiego palladianizmu.
Pałac został zaprojektowany przez Jacoba van Campena, a zbudowany przez Pietera Posta. Po zakończeniu budowy służył jako rezydencja hrabiego Jana Maurycego van Nassau-Siegen. W 1685 został przemianowany na Hotel van staat, w którym zatrzymywali się goście przybywający do Stanów Generalnych. W 1704 uległ zniszczeniu na skutek pożaru, a renowacja trwała do roku 1720.

## Zbiory muzeum

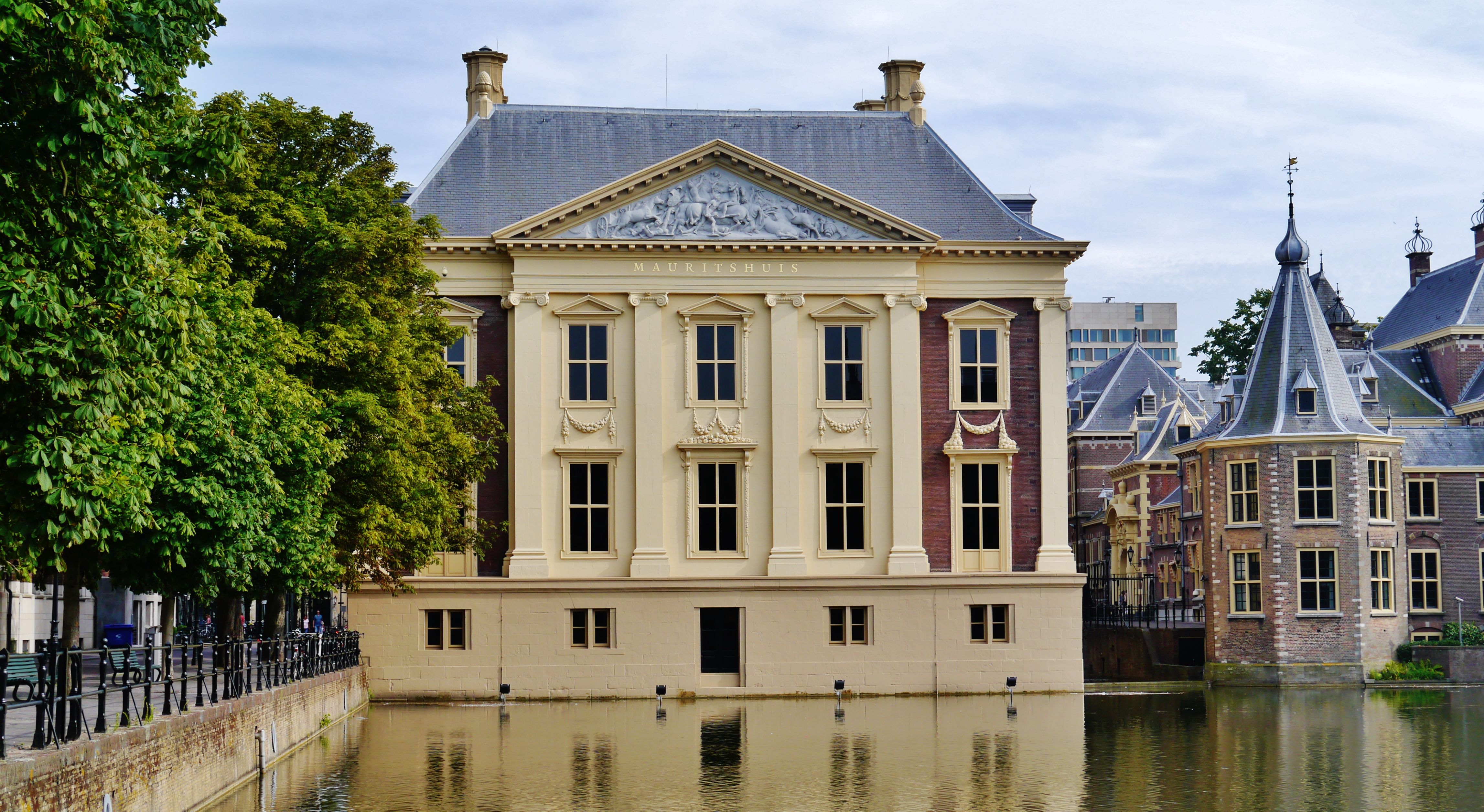
Mauritshuis

W 1822 w pałacu zostało otwarte muzeum, w którym można podziwiać dzieła najwybitniejszych niderlandzkich i flamandzkich malarzy, m.in.:
- Rembrandta (Lekcja anatomii doktora Tulpa, Starzec Symeon i Dzieciątko Jezus w świątyni, Zuzanna i starcy, Homer)
- Johannesa Vermeera (Toaleta Diany, Dziewczyna z perłą, Widok Delftu),
- Jana Steena (Jedząca ostrygi)
- Fransa Halsa (Roześmiany chłopiec),
- Carela Fabritiusa (Szczygieł),
- Gerarda ter Borcha,
- Antoona van Dycka
- Paulusa Pottera (Młody byk)